# Saadaddín Usmání
Saadaddín Usmání (Berbersky: ⵙⴰⵄⴷ ⴷⴷⵉⵏ ⵍⵄⵓⵜⵎⴰⵏⵉ; Arabsky:سعد الدين العثماني‎; 16. ledna 1956), někdy jako Saadeddine Othmani, je marocký politik a psychiatr. Sloužil od 17. března 2017 do 7. října 2021 jako 16. předseda vlády Maroka. Od roku 2012 do roku 2013 pracoval také jako ministr zahraničí.
Po volbách ze dne 25. listopadu 2011, které přinesly vítězství Strany spravedlnosti a rozvoje, byl od 3. ledna 2012 jmenován Králem Mohammedem VI. na pozici ministra zahraničních věcí a spolupráce, funkci zastával do 10. října 2013.
Po dalších parlamentních volbách v roce 2016 byl dne 17. března 2017 byl Usmání králem Mohammedem VI. jmenován předsedou vlády. Roku 2020 Usmání spolu se svou stranou odmítli izraelsko-marockou normalizaci s tím, že porušuje práva Palestinců. O deset měsíců později přijal Usmání v Rabatu vůdce Hamásu Ismaila Haníju
V parlamentních volbách 8. září 2021 získala jeho strana 13 z 395 křesel, čímž ztratila téměř 90 % mandátů získaných v roce 2016. Po této zdrcující politické porážce vyzval bývalý předseda PJD a bývalý předseda marocké vlády Abdelilah Benkirane Usmáního, aby odstoupil ze své funkce. Následujícího dne se Usmání rozhodl odstoupit z funkce generálního tajemníka Strany spravedlnosti a rozvoje. 10. září jmenoval král Muhammad VI. sestavením vlády Azíze Achanúše z Národního shromáždění nezávislých, který ho 8. října oficiálně nahradil.